# Canal de eliminação binária

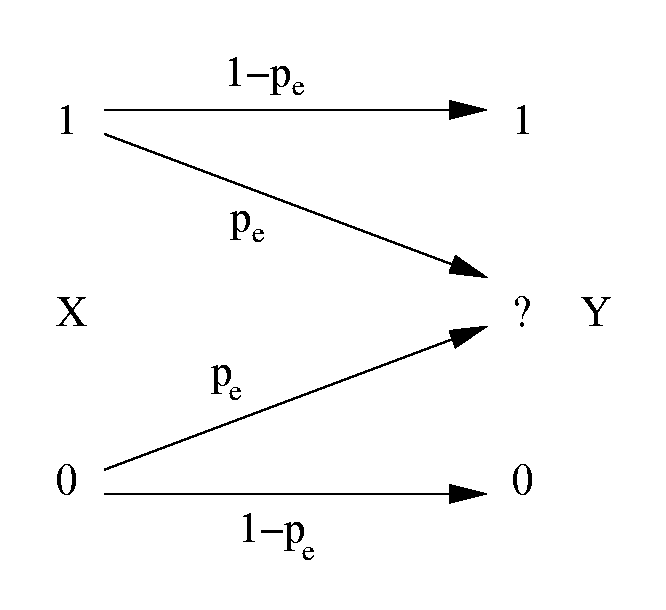
O modelo de canal para o canal de eliminação binária mostrando um mapeamento da entrada do canal X para a saída do canal Y (com o símbolo de eliminação conhecido ?). A probabilidade de apagamento é

Em teoria da codificação e teoria da informação, um canal de eliminação binária (BEC) é um modelo de canal de comunicação. Um transmissor envia um bit (zero ou um) e o receptor recebe o bit corretamente ou, com alguma probabilidade {\displaystyle P_{e}},  recebe uma mensagem de que o bit não foi recebido ("apagado").

## Definição
Um canal de eliminação binária com probabilidade de eliminação {\displaystyle P_{e}} é um canal com entrada binária, saída ternária e probabilidade de eliminação {\displaystyle P_{e}}. Ou seja, seja {\displaystyle X} a variável aleatória transmitida com o alfabeto {\displaystyle \{0,1\}}. Seja {\displaystyle Y} a variável recebida com o alfabeto {\displaystyle \{0,1,{\text{e}}\}}, onde {\displaystyle {\text{e}}} é o símbolo de apagamento. Então, o canal é caracterizado pelas probabilidades condicionais:
{\displaystyle {\begin{aligned}\operatorname {Pr} [Y=0|X=0]&=1-P_{e}\\\operatorname {Pr} [Y=0|X=1]&=0\\\operatorname {Pr} [Y=1|X=0]&=0\\\operatorname {Pr} [Y=1|X=1]&=1-P_{e}\\\operatorname {Pr} [Y=e|X=0]&=P_{e}\\\operatorname {Pr} [Y=e|X=1]&=P_{e}\end{aligned}}}

## Capacidade
A capacidade de canal de um BEC é {\displaystyle 1-P_{e}}, obtida com uma distribuição uniforme para {\displaystyle X} (ou seja, metade das entradas deve ser 0 e metade deve ser 1).
| Comprovação[2] |
| --- |
| Por simetria dos valores de entrada, a distribuição ideal de entrada é {\displaystyle X\sim \mathrm {Bernoulli} \left({\frac {1}{2}}\right)}. A capacidade do canal é: {\displaystyle \operatorname {I} (X;Y)=\operatorname {H} (X)-\operatorname {H} (X\|Y)} Observe que, para a função de entropia binária {\displaystyle \operatorname {H} _{\text{b}}} (que tem valor 1 para entrada {\displaystyle {\frac {1}{2}}}), {\displaystyle \operatorname {H} (X\|Y)=\sum _{y}P(y)\operatorname {H} (X\|y)=P_{e}\operatorname {H} _{\text{b}}\left({\frac {1}{2}}\right)=P_{e}} como {\displaystyle X} é conhecido de (e igual à) y a menos que {\displaystyle y=e}, que tem probabilidade {\displaystyle P_{e}}. Por definição {\displaystyle \operatorname {H} (X)=\operatorname {H} _{\text{b}}\left({\frac {1}{2}}\right)=1}, então {\displaystyle \operatorname {I} (X;Y)=1-P_{e}}. |
Se o remetente for notificado quando um bit for apagado, ele poderá transmitir cada bit repetidamente até que seja recebido corretamente, atingindo a capacidade {\displaystyle 1-P_{e}}. No entanto, pelo teorema de codificação de canal ruidoso, a capacidade de {\displaystyle 1-P_{e}} pode ser obtida mesmo sem tal feedback.

## Canais relacionados
Se os bits forem invertidos em vez de apagados, o canal é um canal binário simétrico (BSC), que tem capacidade {\displaystyle 1-\operatorname {H} _{\text{b}}(P_{e})} (para a [ [função de entropia binária]] {\displaystyle \operatorname {H} _{\text{b}}}), que é menor que a capacidade do BEC para {\displaystyle 0<P_{e}<1/2} . Se os bits são apagados, mas o receptor não é notificado (ou seja, não recebe a saída {\displaystyle e}), então o canal é um canal de exclusão e sua capacidade é um problema aberto.